# Penicillium multicolor
Penicillium multicolor Grig.-Man. & Porad. – gatunek grzybów z rodziny Aspergillaceae. Mikroskopijny grzyb strzępkowy.

## Systematyka i nazewnictwo
Pozycja w klasyfikacji według Index Fungorum: Penicillium, Aspergillaceae, Eurotiales, Eurotiomycetidae, Eurotiomycetes, Pezizomycotina, Ascomycota, Fungi.
Po raz pierwszy opisały go w 1915 roku O.C. Grigorieva-Manoilova i N. Poradielova.

## Morfologia i rozwój
Kolonie na agarze z roztworem Czapeka rosną raczej powoli, około 2 do 2,5 cm w ciągu 8 do 10 dni w temperaturze pokojowej, są promieniście bruzdowane, składające się ze stosunkowo grubego filcu o głębokości 1–1,5 mm, z częścią podstawną o gęstej teksturze i dość twardą. Powierzchnia o luźnej teksturze, aksamitna, u niektórych szczepów obficie zarodnikująca, u innych słabo zarodnikująca, z marginesem wzrostu 1–2 mm. Kolor jasnożółty do intensywnie pomarańczowego, obszary zarodnikowania rozwijają się w położonych na środku kolonii plamach na tle żółtej do pomarańczowej lub pomarańczowoczerwonej grzybni wegetatywnej u niektórych szczepów, u innych silnie zarodnikujące obszary mają barwę niebieskozieloną lub zielonkawoniebieską do silnie niebieskawoszarozielonej. Wysięk ograniczony do obfitego, żółty do jasnopomarańczowego, zapach niewyraźny. Rewers w jasnych pomarańczowoczerwonych odcieniach. Konidiofory u niektórych szczepów powstają obficie, u innych nielicznie, głównie z podłoża, ale czasami z grzybni powietrznej. Zwykle są nierozgałęzione, o długości od stosunkowo krótkich do 300–400 µm i grubości 2–2,5 µm, o ścianach wyraźnie gładkich u niektórych szczepów, ziarnistych u innych, lub wykazujące oba stany u tego samego szczepu. Ściany konidioforów czasami usiane pomarańczowymi kryształami, wierzchołki nieznacznie powiększone lub u niektórych szczepów zdecydowanie pęcherzykowate, o średnicy do 5,0 lub 5,5 µm. Penicillusy ściśle monowertycjoidalne, składające się ze zwartych końcowych skupisk ramion, zwykle 6 do 10 lub 12 w okółku, w niektórych szczepach więcej, o wymiarach przeważnie 8–10 × 2 µm z wierzchołkami równoległymi lub rozbieżnymi. Powstają na nich łańcuchy zarodników o długości do 100 µm, luźno równoległe, ale nie wytwarzające wyraźnych kolumn. Konidia kuliste do prawie kulistych, o średnicy około 2–2,5 µm z drobno chropowatymi ściankami.

## Występowanie i siedlisko
Grzyb glebowy. Podano nieliczne stanowiska tego gatunku w Ameryce Północnej, Europie, Azji i Afryce. W Polsce wyizolowano go z gleby, korzeni i ryzosfery jodły i pszenicy zwyczajnej.